# Каджар
 Тази статия е за иранската династия.  За модела автомобили вижте Рено Каджар.  
Династия Каджар (на персийски: سلسله قاجار) е иранска династия от тюркски произход, на името на племето Каджари, която управлява Персия (Иран) от 1785 г. до 1925 г. Семейство Каджар поема пълен контрол над Иран през 1794 г., детронирайки Лотф Али Хан, последният от династията Зенд, и възстановявайки иранския суверенитет над големи части от Кавказ.

## История

### Възкачване
„Както почти всяка династия, управлявала Персия от 11 век, Каджарите идват на власт с подкрепата на тюркски племенни сили, използвайки образованите перси в бюрокрацията“. През 1779 г. след смъртта на Карим Хан от династията Зенд, Мохамед Хан Каджар, лидерът на каджарите, установява обединенен Иран. Мохамед Хан е известен като един от най-жестоките владетели, дори по стандартите на 18 век за Иран. В стремежа си за власт, той срива градове, избива цялото им население, и дори ослепява 20 000 мъже в град Керман, защото местното население избира да се защитава срещу обсадата.
Каджарските войски по това време са съставени предимно от тюркмени и грузински роби. До 1794 г. Мохамед Хан елиминира всичките си съперници, включително Лотф Али Хан, последният от династията Зенд. Той възстановява персийския контрол над териториите в целия Кавказ. Ага Мохамед мести столицата си в Техеран, село близо до руините на древния град Рей. През 1796 г. той е официално коронясан като шах. През 1797 г., Мохамед Хан Каджар е убит в Шуша, столицата на Карабахското ханство, и е наследен от племенника си, Фат Али Шах Каджар.

### Превземане на Грузия и Кавказ
След смъртта на Надер Шах, царствата на Картли и Кахетия са свободни от иранското владичество, и се събират отново в уния под властта на цар Ираклий II през 1762 г. в Царство Картли-Кахети. През 1783 г. Ираклий поставя царството му под протектората на Руската империя чрез Договора от Георгиевск. През последните няколко десетилетия на 18 век, Грузия става по-важен елемент в руско-иранските отношения, отколкото някои провинции в северната част на континентална Персия, като Мазандаран и Гилян. За разлика от Петър Велики, Екатерина Велика, тогавашният монарх на Русия, гледа на Грузия като ос за кавказката си политика, като новите стремежи на Русия са да го използват като база за операции срещу Иран и Османската империя. Освен това грузинското крайбрежие е добро за още пристанища в Черно море. Ограничен руски контингент от два пехотни батальона с четири оръдия пристига в Тбилиси през 1784 г., но се изтегля, въпреки отчаяните протести на грузинците, през 1787 г. започва нова война срещу Османската империя.
Последиците от тези събития се проявяват няколко години по-късно, когато новата иранска династия Каджар, се възкачва на трона. Първата цел на Ага Мохамед Хан е да върне Кавказ отново изцяло под Персийски контрол.
С постигането на мир сред вътрешните им кавги и със северна, западна и централна Персия, персите искат от Ираклий II да се откаже от договора с Русия и да се възстанови персийският суверенитет.
С половината от войските си Ага Мохамед Хан пресича река Аракс постепенно, тръгвайки директно към Тбилиси, където започва голяма битка между иранските и грузинските войски. Ираклий успява да мобилизира около 5000 войници, включително 2000 от съседна Имеретия на цар Соломон II. Грузинците, въпреки численото си превъзходство са победени. В рамките на няколко часа, иранския шах Ага Мохамед Хан завзема грузинската столица. Персийската армия тръгва обратно, натоварена с плячка и с хиляди пленници.
По този начин, след завладяването на Тбилиси и постигане контрол над Източна Грузия, Ага Мохамед е официално коронясан като шах през 1796 г. в равнината Муган. За възстановяване на руския престиж, Екатерина II обявява война на Персия и изпраща армия към владенията на Каджар през април същата година, но новият Цар Павел I, който наследява Екатерина през ноември, скоро ги връща.
Ага Мохамед Шах е убит по време на подготовката на втората атака срещу Грузия през 1797 г. в Шуша. Иранската хегемония над Грузия не трае дълго. През 1799 г. руснаците маршируват в Тбилиси, две години след смъртта на Ага Мохамед Хан. Следват две години на бъркотия и отслабеното и опустошено грузинско царство е анексирано от Русия през 1801 г. Иран не може да позволи цесията на Задкавказието и Дагестан, които са част от концепцията на Иран в продължение на векове, няколко години по-късно води до Руско-иранска война (1804 – 1813) и Руско-иранска война (1826 – 1828), които в крайна сметка са загубени от Иран.

### Война с Русия и загуба на територии
През 1803 г., при управлението на Фатх Али Шах, Каджар тръгват на борба срещу Руската империя в конфликт, станал известен като Руско-персийската война от 1804 – 1813 г., поради опасения за руската експанзия в Кавказ, най-вече за Грузия. След като руснаците анексират иранските територии, включващи Източна Грузия на 12 септември 1801 г. по време на управлението на цар Александър I, те под командването на генерал Павел Цицианов, щурмуват иранския град Ганджа през 1804 г. Този период бележи първите големи икономически и военни посегателства върху иранските интереси по време на колониалната епоха. Армията на Каджар допуска сериозно поражение във войната и съгласно условията на Договора от Гулистан през 1813 г., Иран е принуден да се откаже от повечето от своите кавказки територии, включващи днешна Грузия, Дагестан и повечето от Азербайджан. Втората Руско-персийска война от края на 1820 г. приключва още по-катастрофално за Каджарски Иран с временна окупация на Табриз и подписването на договора от Туркменчай през 1828 г., признавайки руския суверенитет над цял Южен Кавказ и Дагестан, както и днешна Армения и останалата част на Азербайджан. Новата граница между съседна Русия и Иран е определена на река Аракс. Иран подписва два договора от 19 век, с които безвъзвратно губи териториите, които са част от концепцията на Иран в продължение на векове. Районът на север от река Аракс, сред които територията на съвременен Азербайджан, Източна Грузия, Дагестан и Армения са иранска територия, докато не са взети от Русия през 19 век.
Като допълнителен пряк резултат и следствие от договорите от 1813 г. и 1828 г., иранските територии стават част от Русия и впоследствие Съветския съюз до края на 20 век, като Дагестан е руски и до днес. Три отделни нации са формирани след разпадането на Съветския съюз през 1991 г. – Грузия, Азербайджан и Армения.
- Битка за Султанабад, 13 февруари 1812 г. Ермитаж.
- Щурмът на Ланкаран, 13 януари 1813 г. Франц Рубо.
- Битка за Ганджа, 1828 г. Франц Рубо. Част от колекцията на музеят на историята, Баку.

## Шахове на Персия, 1794 – 1925
| Име | Име                       | Портрет | Титла             | Роден-починал | Управление от       | Управление до       |
| --- | ------------------------- | ------- | ----------------- | ------------- | ------------------- | ------------------- |
| 1   | Мохамед Хан Каджар        |         | Шаханшах          | 1742 – 1797   | 20 март 1794 г.     | 17 юни 1797 г.      |
| 2   | Фатх Али Шах Каджар       |         | Шаханшах          | 1772 – 1834   | 17 юни 1797 г.      | 23 октомври 1834 г. |
| 3   | Мохамед Шах Каджар        |         | Шах               | 1808 – 1848   | 23 октомври 1834 г. | 5 септември 1848 г. |
| 4   | Насер ал Дин Шах Каджар   |         | Шаханшах          | 1831 – 1896   | 5 септември 1848 г. | 1 май 1896 г.       |
| 5   | Мозафар ал Дин Шах Каджар |         | Шаханшах и Султан | 1853 – 1907   | 1 май 1896 г.       | 3 януари 1907 г.    |
| 6   | Мохамед Али Шах Каджар    |         | Шаханшах          | 1872 – 1925   | 3 януари 1907 г.    | 16 юли 1909 г.      |
| 7   | Ахмед Шах Каджар          |         | Султан            | 1898 – 1930   | 16 юли 1909 г.      | 15 декември 1925 г. |